# Ливен (тауншип, Миннесота)
Ли́вен (англ. Leven) — тауншип в округе Поп, Миннесота, США. На 2000 год его население составило 528 человек.
Поселенцы, ровно как и озеро на его территории, названы в честь шотландского озера Лох-Ливен — отсюда родом были первые поселенцы в тауншипе.

## География
По данным Бюро переписи населения США площадь тауншипа составляет 91,8 км², из которых 84,7 км² занимает суша, а 7,1 км² — вода (7,70 %).

## Демография
По данным переписи населения 2000 года здесь находились 528 человек, 205 домохозяйств и 152 семьи. Плотность населения — 6,2 чел./км². На территории тауншипа расположено 408 построек со средней плотностью 4,8 построек на один квадратный километр. Расовый состав населения: 99,81 % белых и 0,19 % афроамериканцев. Испанцы или латиноамериканцы любой расы составляли 0,19 % от популяции тауншипа.
Из 205 домохозяйств в 33,2 % воспитывались дети до 18 лет, в 68,3 % проживали супружеские пары, в 2,4 % проживали незамужние женщины и в 25,4 % домохозяйств проживали несемейные люди. 21,0 % домохозяйств состояли из одного человека, при том 9,3 % из — одиноких пожилых людей старше 65 лет. Средний размер домохозяйства — 2,58, а семьи — 3,04 человека.
25,6 % населения — младше 18 лет, 5,3 % — в возрасте от 18 до 24 лет, 25,0 % — от 25 до 44, 27,7 % — от 45 до 64, и 16,5 % — старше 65 лет. Средний возраст — 40 лет. На каждые 100 женщин приходилось 111,2 мужчин. На каждые 100 женщин старше 18 приходилось 114,8 мужчин.
Средний годовой доход домохозяйства составлял 41 705 долларов, а средний годовой доход семьи — 45 156 долларов. Средний доход мужчин — 33 000 долларов, в то время как у женщин — 16 842. Доход на душу населения составил 17 197 долларов. За чертой бедности находились 3,3 % семей и 4,4 % всего населения тауншипа, из которых 1,3 % младше 18 и 6,5 % старше 65 лет.